# Ор (графство и виконтство)
Ор (фр. Aure) — средневековое виконтство, а затем графство в Гаскони, располагавшееся на территории современного департамента Верхние Пиренеи. Его земли находились между графствами Астарак, Бигорр и Комменж, в исторической провинции Четыре долины (составляло 58 % её территории).

## История
Выделилось из графства Астарак в X веке. Его правители сначала носили титул виконтов, затем, с 1039 года — графов. Но в 1082 году Одон I д’Ор признал себя вассалом Бигорра, и его наследники стали называть себя виконтами.

## Список правителей
- Ориол Дат (упом. 977), сын Дато II Лупа, графа Бигорра;
- Гарсиа Ореол, сын;
- Арно Гарсиа, сын, упоминается в документе 1039 года с титулом графа (Arnaldus comes de Aura);
- Гарсиа Арно (ум. после 1060), сын, граф Ора (Garsi Arnaldum comitem de Aura);
- Арно II (ум. 1073/1080), сын, граф Ора (Arnaldum comitem de Aura);
- Одон I (ум. до 1095), брат;
- Санчо Гарсиа (ум. 1128), сын, носил титул виконта;
- Одон II, сын;
- Арно III, сын, упом. 1170;
- Бертранда, дочь, в 1160 г. вышла замуж за Ги де Комменжа, младшего сына графа Бернара I де Комменжа;
- Раймон де Комменж, сын;
- Бернар де Комменж (ум. ок. 1221), сын;
- не известная по имени дочь (в некоторых источниках указана как Матильда), вышла замуж за виконта Арно-Гильома II де ла Барта;
- 1243—1283 Вероника де ла Барт, дочь;
- Брюниссенда де ла Барт, сестра, жена Бертрана де Фюмеля;
- Арно Гильом, сын Бруниссенды де ла Барт и Бертрана де Фюмеля;
- Жерар (Жеро) (ум. 1352), сын;
- Жан (ум. 5 октября 1398), сын. Бездетный, завещал свои владения графу Арманьяка Бернару VII — дальнему родственнику.

Внук Бернара VII Жан V д’Арманьяк подарил виконтство Ор сестре — Изабелле. Та завещала свои владения Гастону дю Лиону, сеньору де Безоден, виконту де л’Иль и де Кане. Его дочь Луиза дю Лион вышла замуж за Шарля де Бурбон-Лаведан (Charles de Bourbon-Lavedan) — незаконнорожденного сына Жана II де Бурбона.
После смерти Изабеллы д’Арманьяк (1476) её родственники герцоги Алансонский и Вандомский оспорили передачу провинции Quatre-Vallées Гастону де Лиону. Тяжба длилась больше 100 лет, и в 1584 году (договор от 17 марта) Анна де Бурбон-Лаведан продала спорные территории королю Наварры Генриху III за 50 тысяч турских ливров. Став королём Франции, тот в 1607 году присоединил к домену все личные владения.
Виконты Ора и Ларбуса — предки герцогов де Грамон (в хронологии имеются нестыковки):
- Одо III, сын Одона II;
- Санчо Гарсиа II, сын;
- Санс-Гарсиа-Арно I (ум. 1292), сын;
- Одо IV (ум. 1341), сын;
- Жеро I ум. 1380), сын;
- Санс-Гарсиа-Арно II (ум. 1419), сын;
- Санс-Гарсиа-Арно III (ум. 1458), сын;
- Жан I (ум. 1496), сын;
- Жан II (ум. 1513), сын;
- Мено (ум. 1534), брат;
- Антуан I (ум. 1576), граф де Грамон, сын.